# Wiktoria Drozd
Wiktoria Drozd (* 20. September 2001) ist eine polnische Sprinterin, die sich auf den 400-Meter-Lauf spezialisiert hat.

## Sportliche Laufbahn
Erste internationale Erfahrungen sammelte Wiktoria Drozd im Jahr 2023, als sie bei den U23-Europameisterschaften in Espoo mit der polnischen 4-mal-400-Meter-Staffel in 3:31,38 min den vierten Platz belegte. 
In den Jahren 2021 und 2022 wurde Drozd polnische Meisterin in der 4-mal-400-Meter-Staffel.

## Persönliche Bestleistungen
- 400 Meter: 53,08 s, 5. Juni 2023 in Chorzów
  - 400 Meter (Halle): 54,37 s, 18. Februar 2023 in Toruń